# قبائل بنو يزيد
قبائل بنو يزيد هي فرع من قبائل زغبة الهلالية التي استوطنت بلاد المغرب الإسلامي الجزائر

## تاريخ
تطرق العلامة عبدالرحمن بن خلدون الحضرمي لبني يزيد في مقدمته الشهيرة وقال عنهم:
| قبائل بنو يزيد | كان لبني يزيد هؤلاء محل من زغبة بالكثرة والشرف، وكان للدول به عناية فكانوا لذلك أول من أقطعته الدول من العرب التلول والضواحي. أقطعهم الموحدون في أرض حمزة من أوطان بجاية مما يلي بلاد رياح والأثابج فنزلوا هنالك، ولجوا تلك الثنايا المفضية إلى تلول حمزة والدهوس وأرض بني حسن ونزلوها ريفاً وصحراء. وصار للدولة استظهار بهم على جباية تلك الرعايا من صنهاجة وزواوة. فلما عجزت عساكر بجاية من جبايتهم دفعوهم لها فأحسنوا في اقتضائها وزادت الدول بهم تكرمة وعناية لذلك واقتطعهم الكثير من تلك الأوطان. ثم غلب زناتة الموحدين على تلك الأوطان فاقتطعوها عن أوطان بجاية وأصاروها عن ممالكهم. فلما فشل ريح زناتة وجاش بحر فتنتهم مع العرب استبد بنويزيد هؤلاء بملكة تلك الأوطان، وغلبوا عليها من جميع جوانبها وفرغوا لجبايتها واقتضاء مغارمها، وهم على ذلك لهذا العهد. وهم بطون كثيرة منهم: حميان بن عقبة بن يزيد، وجواب وبنو كرز وبنو موسى والمرابعة والخشنة وبنو سعد السعادات. وهم جميعاً بنو يزيد بن عيسى بن زغبة وإخوانهم عكرمة بن عيسى من ظعونهم وكانت الرياسة في بني يزيد لأولاد لاحق، ثم لأولاد معافى. ثم صارت في بيت سعد بن مالك بن عبد القوي بن عبد الله بن سعيد بن محمد بن عبد الله بن مهدي بن يزيد بن عيسى بن زغبة، وهم يزعمون أنه مهدي بن عبد الرحمن بن أبي بكر الصديق، نسب تأباه رياستهم على غير عصبتهم، وقد مر ذلك قبل. | قبائل بنو يزيد |

## مناطق تواجدهم
- ولاية بومرداس
- ولاية البويرة
- ولاية النعامة
- ولاية البيض
- الجزائرالعاصمة

## وصلةخارجية
- بنو يزيد